# Wielka Turnia (Gubalec)
Die Wielka Turnia ist ein Berg in der polnischen Westtatra mit 1350 Metern Höhe. In der Westtatra gibt es einen weiteren Gipfel, der den gleichen Namen trägt. Zur Abgrenzung wird er oft als Wielka Turnia Małołącka bezeichnet.

## Lage und Umgebung
Die Staatsgrenze verläuft über den Hauptgrat der Tatra. Die Gubalec befindet sich nördlich des Hauptkamms. Nördlich des Gipfels liegt das Tal Dolina Kościeliska, konkret seine Seitenschlucht Wąwozu Kraków. In ihrer Felswand befindet sich die Höhle Dziura w Wielkiej Turni.

## Tourismus
Der Gipfel der Wielka Turnia ist für Wanderer nicht zugänglich. 
Als Ausgangspunkt für eine Besteigung der Bergpässe um den Gipfel aus den Tälern eignen sich die Ornak-Hütte, die Kondratowa-Hütte und die Chochołowska-Hütte.

## Belege
- Zofia Radwańska-Paryska, Witold Henryk Paryski, Wielka encyklopedia tatrzańska, Poronin, Wyd. Górskie, 2004, ISBN 83-7104-009-1.
- Tatry Wysokie słowackie i polskie. Mapa turystyczna 1:25.000, Warszawa, 2005/06, Polkart, ISBN 83-87873-26-8.